# Game over (computerspelterm)

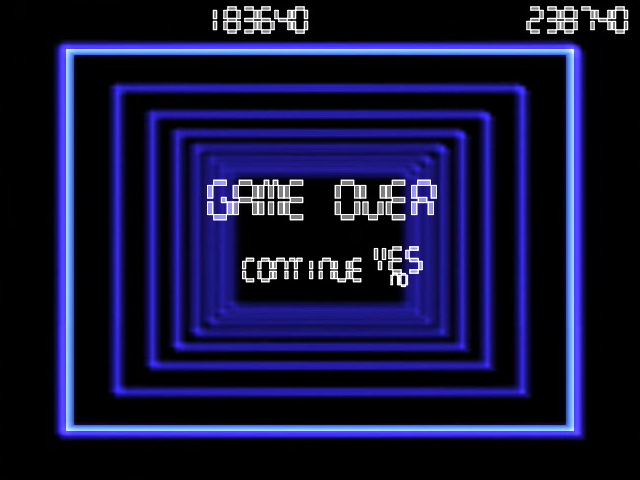

Game over is een veelgebruikte term in computerspellen. Dit betekent dat het spel voorbij is, vaak met een negatieve afloop. De Engelse term betekent letterlijk spel voorbij.
De term werd voor het eerst in pinballspellen gebruikt en later ook in arcadespellen. Game over is een eigenlijk afkorting van Your game is over (Je spel is voorbij). Hoewel game over geen correcte Engelse zin is, moest men indertijd met name in flipperkasten ermee rekening houden dat men slechts over een beperkt scherm beschikte, dat opgebouwd was uit lampjes in plaats van pixels. Daarom werd de zin ingekort tot game over, zodat men ruimte kon besparen.
Ook betekende game over aanvankelijk niet per se een negatief einde. Ook wanneer het spel uitgespeeld was, verscheen de tekst game over. Toen de grafische mogelijkheden echter toenamen, begon men echter steeds uitgebreidere eindfilmpjes te maken om de speler te "belonen" voor het uitspelen van het spel. Game over werd gereserveerd voor een negatief einde, hoewel vaak in een apart scherm.
Tegenwoordig wordt het in heel veel computerspellen gebruikt, hoewel het in de loop van de jaren langzaam vervangen wordt door frases als You died/You are dead in Resident Evil, Busted/Wasted in Grand Theft Auto of Good Night in Luigi's Mansion. Veel RPG's, zoals Final Fantasy, hebben daarentegen helemaal geen game over. Wanneer de speler hier het einde niet haalt, verschijnt automatisch het startscherm weer, waarna de speler het nog een keer kan proberen vanaf een opgeslagen spel (save). Ook bieden sommige spellen de mogelijkheid een continue te gebruiken, zodat men niet helemaal opnieuw moet beginnen.
De term game over is tegenwoordig volledig ingeburgerd in het spraakgebruik, en wordt in het Engels ook wel gebruikt in figuurlijke zin om aan te geven dat ergens een eind aan komt of is gekomen, dat de discussie afgelopen is, of dat iets of iemand verslagen of failliet is.